# Salto del Penitente
Der Salto del Penitente ist ein Wasserfall in Uruguay.
Dieser touristische Anziehungspunkt befindet sich auf dem Gebiet des Departamento Lavalleja nahe der Stadt Minas inmitten des Parque Salto del Penitente. Der Zugang zu diesem Gebiet befindet sich am Kilometerpunkt 125 der Ruta 8. Von dort führt ein etwa 18 Kilometer langer Weg zu dem rund 60 Meter hohen Wasserfall. Nahe dem Wasserfall wurde 2004 ein Gebäude in den Fels gebaut, das als Rasthaus und Aussichtspunkt dient.

## Weblinks

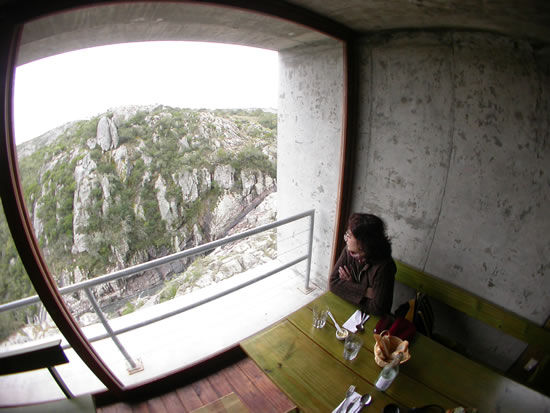
Blick aus dem Rasthaus auf den Wasserfall